# Arachnacris
Arachnacris is een geslacht van rechtvleugeligen uit de familie sabelsprinkhanen (Tettigoniidae). De wetenschappelijke naam van dit geslacht is voor het eerst geldig gepubliceerd in 1861 door Giebel.

## Soorten
Het geslacht Arachnacris omvat de volgende soorten:
- Arachnacris amboinensis Donovan, 1800
- Arachnacris corporalis Karny, 1924
- Arachnacris regalis Karny, 1924
- Arachnacris tenuipes Giebel, 1861